# Luigi Capriolo
Luigi Capriolo (Cinzano, 10 novembre 1902 – Villafranca d'Asti, 3 agosto 1944) è stato un partigiano italiano.

## Biografia
Operaio torinese, aderì al Partito Comunista Italiano sin dalla fondazione: in continuità con «il suo percorso dalla Gioventù socialista alla Torino di “L'Ordine Nuovo”, dalla fondazione e i primi anni
del Partito comunista d’Italia», ebbe una vita segnata «dalla lotta illegale contro la dittatura fascista, dall’esperienza del carcere e del confino, durata ben dodici anni».
Nel marzo del 1943 fu tra gli organizzatori, a Torino, degli scioperi che preludevano alla caduta del fascismo.
Dopo l'8 settembre 1943 fu ufficiale di collegamento tra le formazioni della Val di Lanzo e quelle della Val di Susa ed ispettore di comando delle brigate Garibaldi nella zona di Cuneo.
Nell'estate del 1944 venne catturato dalle S.S. che, scambiatolo per Pietro Sulis, garibaldino della Val di Lanzo, lo torturarono atrocemente senza venire a conoscenza della sua vera identità. Fu impiccato, sempre sotto il nome di Sulis, il 3 agosto 1944 a Villafranca d'Asti.

## Scritti
Di lui è conservato un diario, pubblicato nel 1976 dall'editore torinese Musolini, a cura di Aldo Agosti e Giulio Sapelli, con il titolo Dalla clandestinità alla lotta armata: diario di Luigi Capriolo dirigente comunista, 26 luglio - 16 ottobre 1943.